# Castelmezzano
Castelmezzano é uma comuna italiana da região da Basilicata, província de Potenza, com cerca de 970 habitantes. Estende-se por uma área de 33 km², tendo uma densidade populacional de 29 hab/km². Faz fronteira com Albano di Lucania, Anzi, Laurenzana, Pietrapertosa, Trivigno.
Pertence à rede das Aldeias mais bonitas de Itália.

## Demografia
| Variação demográfica do município entre 1861 e 2011                               |
|                                                                                   |
| Fonte: Istituto Nazionale di Statistica (ISTAT) - Elaboração gráfica da Wikipedia |